# Европски јеж
Европски јеж (Erinaceus europaeus: Linnaeus, 1758) врста је јежа која се може наћи у западној Европи и на Скандинавском полуострву. То је заступљена врста која може да преживи у различитим стаништима.

## Грађа
Европски јеж је сисар средње величине. Нешто је већи од врста које настањују тропске и суптропске области. Његова дужина варира од 20 до 30 cm. Маса одрасле јединке је углавном око 400 g након зимског сна до 1200 g пред зимски сан. Најтежи забележени примерак у дивљини тежио је скоро 2000 g. Тело европског јежа прекривено је са око 6000 браон и белих бодљи.

## Распрострањење
Врста је ендем Европе и њен ареал покрива велики део континента. Може се пронаћи широм Велике Британије и Пиринејског полуострва на западу, у целој централној Европи и на северном балтичком региону као и на северозападу европске Русије. Taкође је бележена на Азорским и другим острвима у Медитерану. Најчешће живи на надморским висинама до 600 m, међутим у Алпима може да живи и на 1500-2000 m надморске висине. Ова врста је одсутна у југозападној Европи и јужном делу Русије. На овим подручјима је замењена врстом из истог рода-Erinaceus roumanicus. Ове две врсте су морфолошки врло сличне, а неке од разлика се могу увидети и на фотографијама. 

## Станиште
Европски јеж се може наћи у шумама и на ливадама као и на прелазу између ова два станишта. Све чешће се дешава да јежеви настањују паркове и баште.

## Исхрана
Европски јеж је бубојед. То значи да једе црве, пужеве голаће, гусениц и инсекте. Он се такоће храни и мањим змијама, жабама, рибамаm малим птицама и њиховим јајима. Понекад своју исхрану обогаћује неким одређеним воћем и печуркама.

## Размножвање
Сезона парења почиње након зимског сна. Женке су скотне од 31 до 35 дана након чега на свет доносе од 4 до 6 младунаца.